# Gnamptodon novateutonicus
Gnamptodon novateutonicus är en stekelart som först beskrevs av Fischer 1967.  Gnamptodon novateutonicus ingår i släktet Gnamptodon och familjen bracksteklar. Inga underarter finns listade i Catalogue of Life.